# Smeg
A Smeg (acrónimo de «Smalterie Metallurgiche Emiliane Guastalla», em português: Esmalteria Metalúrgica Emiliana Guastalla) é um fabricante italiano de electrodomésticos.

## História
Fundada em 1948 por Vittorio Bertazzoni como empresa de esmaltagem e metalurgia, a empresa Smeg preserva a memória da atividade originalmente desenvolvida na sigla Smalterie Metallurgiche Emiliane Guastalla («Esmalteria Metalúrgica Emiliana Guastalla»).
Durante a década de 1950, a história da metalurgia da empresa foi acompanhada pela produção dos seus primeiros aparelhos de cozinha. Em 1956, a empresa apresentou o «Elisabeth», um dos primeiros fogões a gás equipado com ignição automática, uma válvula de segurança no forno e um programador de cozedura.
Na década de 1960, a Smeg introduziu a sua primeira máquina de lavar roupa, a «Leda», e depois introduziu a máquina de lavar loiça «Niagara» de 60 cm, conhecida pela sua capacidade de carga sem precedentes de 14 talheres.
Em 1971, a empresa iniciou a produção de placas de fogão e fornos encastráveis.
Em 2016, a Smeg e a Dolce & Gabbana apresentam o projeto «Frigoriferi d'arte», criando cem frigoríficos únicos pintados à mão por artistas sicilianos. Em 2019, a Smeg assume o controlo de «La Pavoni», um fabricante histórico de máquinas de café com sede em San Giuliano Milanese.
Em 2020, a empresa tem 19 subsidiárias em França, Reino Unido, Bélgica, Espanha, Alemanha, Países Baixos, Escandinávia, Portugal, Estados Unidos, Rússia, África do Sul, Ucrânia, Austrália, Cazaquistão, Polónia, México, Hong Kong, Singapura e China.

## Outras atividades
Tendo começado no sector residencial, a Smeg entrou mais tarde no mercado comercial. A Smeg Foodservice fabrica aparelhos para o mercado da hotelaria, restauração e catering e a Smeg Instruments fornece equipamento de desinfeção para hospitais e consultórios dentários.

## Negócios
A conceção e o fabrico dos aparelhos Smeg estão concentrados em quatro fábricas situadas no Norte de Itália, cada uma especializada num tipo específico de aparelho. A Smeg tem filiais em todo o mundo, escritórios no estrangeiro e uma extensa rede de vendas. A Smeg desenvolveu uma coleção de produtos em colaboração com arquitectos e designers, incluindo Guido Canali (que também desenhou a sede da empresa em Guastalla), Mario Bellini, Renzo Piano, Marc Newson e deepdesign.

## Electrodomésticos de estilo retro

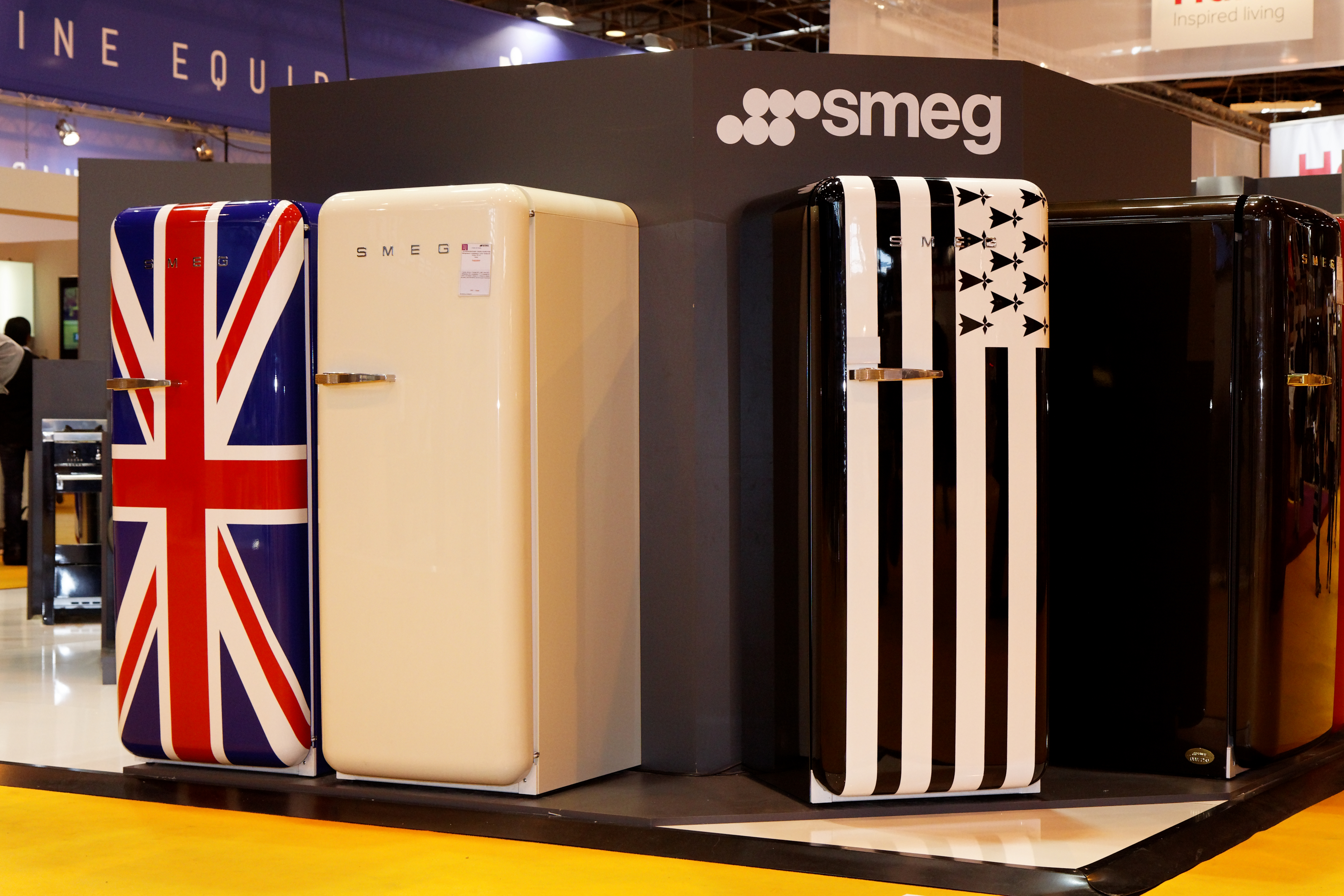
Frigorífico de estilo retro.

Em 1997, a Smeg lançou os seus frigoríficos de estilo retro. Produzido numa variedade de cores, o FAB28 apresentava as letras distintivas da Smeg, portas curvas profundas e um puxador robusto que lembrava os anos 1950.
Posteriormente, foram lançadas diferentes versões do frigorífico e as opções de cores expandiram-se para incluir rosa, amarelo, laranja e lima, bem como edições especiais, incluindo uma porta com a bandeira do Reino Unido.
Em 2014, a Smeg expandiu ainda mais a gama de estilo FAB 50s com uma coleção de pequenos electrodomésticos, como torradeiras e chaleiras.

## Prémios
- 2010: Prémio Good Design do Chicago Athenaeum, do Museu de Arquitetura e Design e do Centro Europeu de Arquitetura, Arte, Design e Estudos Urbanos pelo seu forno FP610SG e pela placa de fogão P755SBL da linha de produtos inovadores da Newson.